# Metodo dei moltiplicatori di Lagrange
In analisi matematica e programmazione matematica, il metodo dei moltiplicatori di Lagrange permette di ottenere i punti stazionari di una funzione {\displaystyle f(\mathbf {x} )} in {\displaystyle I} variabili e {\displaystyle J} vincoli di frontiera {\displaystyle \mathbf {g} (\mathbf {x} )=\mathbf {0} }, detta obiettivo, tramite una terza funzione in {\displaystyle I+J} variabili non vincolata, detta lagrangiana:
{\displaystyle \Lambda (\mathbf {x} ,\mathbf {\lambda } )=f(\mathbf {x} )+\mathbf {\lambda } \cdot \,\mathbf {g} (\mathbf {x} )=f(\mathbf {x} )+\sum _{j=1}^{J}\lambda _{j}g_{j}(\mathbf {x} )},
introducendo tante nuove variabili scalari {\displaystyle \lambda _{j}}, dette moltiplicatori, quanti sono i vincoli.
Se {\displaystyle \mathbf {x} ^{*}} è stazionario, per esempio un massimo, per il problema vincolato originario, allora esiste un {\displaystyle \mathbf {\lambda } ^{*}} tale che {\displaystyle (\mathbf {x} ^{*},\mathbf {\lambda } ^{*})} è stazionario anche se non necessariamente dello stesso tipo, cioè nell'esempio un massimo, per la lagrangiana. Non tutti i punti stazionari portano a una soluzione del problema originario. Quindi il metodo dei moltiplicatori di Lagrange fornisce una condizione necessaria, ma non sufficiente per l'ottimizzazione nei problemi vincolati.

## Introduzione
Si consideri il caso bidimensionale. Si vuole massimizzare una {\displaystyle f(x,y)} soggetta al vincolo:
{\displaystyle g\left(x,y\right)=c,}
ove {\displaystyle c} è una costante. Si possono visualizzare le curve di livello della {\displaystyle f} date da
{\displaystyle f\left(x,y\right)=d_{n}}
per vari valori di {\displaystyle d_{n}}, e le curve di livello della {\displaystyle g} date da {\displaystyle g(x,y)=c}.
Si supponga di camminare lungo la curva di livello con {\displaystyle g=c}. In generale le curve di livello della {\displaystyle f} e della {\displaystyle g} sono distinte, quindi la curva di livello per {\displaystyle g=c} può intersecare le curve di livello della {\displaystyle f}. Questo equivale a dire che mentre ci si muove lungo la curva di livello per {\displaystyle g=c} il valore della {\displaystyle f} può variare. Solo quando la curva di livello per {\displaystyle g=c} è tangente a una delle curve di livello della {\displaystyle f} (senza attraversamento), il valore di {\displaystyle f} non aumenta né diminuisce. Nelle equazioni questo succede quando il gradiente della {\displaystyle f} è perpendicolare al vincolo (o ai vincoli) ovvero quando {\displaystyle \nabla f} è una combinazione lineare dei {\displaystyle \nabla g_{i}}.
Introducendo lo scalare incognito {\displaystyle \lambda }, si deve dunque risolvere il sistema di equazioni:
{\displaystyle {\frac {\partial }{\partial x}}\left[f\left(x,y\right)+\lambda \left(g\left(x,y\right)-c\right)\right]=0;}
{\displaystyle {\frac {\partial }{\partial y}}\left[f\left(x,y\right)+\lambda \left(g\left(x,y\right)-c\right)\right]=0;}
{\displaystyle {\frac {\partial }{\partial \lambda }}\left[f\left(x,y\right)+\lambda \left(g\left(x,y\right)-c\right)\right]=g\left(x,y\right)-c=0.}

### Differenze tra massimi, minimi e punti di sella
Le soluzioni sono punti stazionari della lagrangiana {\displaystyle \Lambda } e possono essere anche punti di sella, ossia né massimi né minimi di {\displaystyle \Lambda } o {\displaystyle F}.
La funzione {\displaystyle \Lambda } è illimitata: dato un punto {\displaystyle (x,y)} che non giace sul vincolo, facendo il limite per {\displaystyle \lambda \to \pm \infty } si rende {\displaystyle \Lambda } arbitrariamente grande o piccola.

## Spiegazione analitica
Sia l'obiettivo {\displaystyle f} una funzione definita su {\displaystyle \mathbb {R} ^{n}}, e siano i vincoli dati da {\displaystyle g_{j}(x)=0} (ottenuti da un'equazione del tipo {\displaystyle h_{j}(x)=c_{j}} con {\displaystyle g_{j}(x)=h_{j}(x)-c_{j}}). Si definisca la lagrangiana {\displaystyle \Lambda } come:
{\displaystyle \Lambda (\mathbf {x} ,{\boldsymbol {\lambda }})=f+\sum _{j}\lambda _{j}g_{j}.}
Sia il criterio di ottimizzazione sia i vincoli {\displaystyle g_{j}} sono compresi in modo compatto come punti stazionari della lagrangiana:
{\displaystyle \nabla _{\mathbf {x} }\Lambda =0\Leftrightarrow \nabla _{\mathbf {x} }f=-\sum _{j}\lambda _{j}\nabla _{\mathbf {x} }g_{j},}
nei gradienti delle funzioni originarie, e
{\displaystyle \nabla _{\mathbf {\lambda } }\Lambda =0\Rightarrow \mathbf {g} =\mathbf {0} .}
Spesso i moltiplicatori di Lagrange sono interpretabili come una certa quantità interessante. Si osservi ad esempio che:
{\displaystyle {\frac {\partial \Lambda }{\partial {g_{j}}}}=\lambda _{j}.}
Il valore di {\displaystyle \lambda _{j}} è interpretabile come la velocità con cui cambia la quantità da ottimizzare come funzione della variabile vincolata. Per esempio, nella meccanica lagrangiana le equazioni del moto sono ottenute trovando i punti stazionari dell'azione, l'integrale nel tempo della differenza tra energia cinetica e potenziale. Dunque la forza su una particella dovuta a un potenziale scalare, {\displaystyle \mathbf {F} =-\nabla V} può essere interpretata come un moltiplicatore di Lagrange che determina il cambiamento dell'azione (trasferimento di energia potenziale in energia cinetica) conseguente a una variazione della traiettoria vincolata della particella. In economia, il profitto ottimale per un giocatore è calcolato in base a uno spazio di azione vincolato, dove un moltiplicatore di Lagrange indica il rilassamento di un dato vincolo, ad esempio attraverso la corruzione o altri mezzi.
Il metodo dei moltiplicatori di Lagrange è generalizzato dalle condizioni di Karush-Kuhn-Tucker.

## Esempi

### Esempio 1

Figura 3. Illustrazione del problema di ottimizzazione vincolata.

Si voglia massimizzare {\displaystyle f(x,y)=x+y} col vincolo {\displaystyle x^{2}+y^{2}-1=0}. Il vincolo è la circonferenza unitaria, e le curve di livello dell'obiettivo sono rette con pendenza {\displaystyle -1}: si vede subito graficamente che il massimo viene raggiunto in {\displaystyle ({\sqrt {2}}/2,{\sqrt {2}}/2)} e il minimo viene raggiunto in {\displaystyle (-{\sqrt {2}}/2,-{\sqrt {2}}/2)}.
Analiticamente, ponendo {\displaystyle g(x,y)=x^{2}+y^{2}-1}, e
{\displaystyle \Lambda (x,y,\lambda )=f(x,y)+\lambda g(x,y)=x+y+\lambda (x^{2}+y^{2}-1).}
Annullando il gradiente si ottiene il sistema di equazioni:
{\displaystyle {\begin{cases}{\frac {\partial \Lambda }{\partial x}}=1+2\lambda x=0,&{\text{(i)}}\\{\frac {\partial \Lambda }{\partial y}}=1+2\lambda y=0,&{\text{(ii)}}\\{\frac {\partial \Lambda }{\partial \lambda }}=x^{2}+y^{2}-1=0.&{\text{(iii)}}\end{cases}}}
La derivata rispetto al moltiplicatore è il vincolo originario.
Combinando le prime due equazioni si ottiene:
{\displaystyle 1+2\lambda x=1+2\lambda y,}
cioè {\displaystyle x=y} ({\displaystyle x\neq 0} altrimenti la {\displaystyle (i)} diventa {\displaystyle 1=0}). Sostituendo nella {\displaystyle (iii)} si ottiene {\displaystyle 2x^{2}=1}, cosicché {\displaystyle x=\pm {\sqrt {2}}/2} e i punti stazionari sono {\displaystyle ({\sqrt {2}}/2,{\sqrt {2}}/2)} e {\displaystyle (-{\sqrt {2}}/2,-{\sqrt {2}}/2)}. Valutando l'obiettivo {\displaystyle x+y} su questi si ottiene:
{\displaystyle f({\sqrt {2}}/2,{\sqrt {2}}/2)=x+y={\sqrt {2}}\quad {\text{ e }}\quad f(-{\sqrt {2}}/2,-{\sqrt {2}}/2)=x+y=-{\sqrt {2}},}
dunque il massimo è {\displaystyle {\sqrt {2}}}, raggiunto nel punto {\displaystyle ({\sqrt {2}}/2,{\sqrt {2}}/2)}, e il minimo è {\displaystyle -{\sqrt {2}}}, raggiunto nel punto {\displaystyle (-{\sqrt {2}}/2,-{\sqrt {2}}/2)}.
Secondo il teorema di Weierstrass: essendo {\displaystyle x+y} una funzione continua definita sul vincolo che è un insieme chiuso e limitato, essa ammette sicuramente un minimo e un massimo assoluti. Nessuno dei due punti stazionari trovati può quindi essere un punto di sella.

### Esempio 2: entropia
Supponiamo di voler trovare la distribuzione di probabilità discreta con entropia d'informazione massimale. Allora l'obiettivo è:
{\displaystyle -\sum _{n=1}^{N}p_{n}\log _{2}p_{n}.}
Il vincolo è che le configurazioni {\displaystyle n} siano le uniche alternative possibili, cioè che la loro somma sia unitaria. La funzione di vincolo è allora:
{\displaystyle \sum _{n=1}^{N}p_{n}-1.}
Per tutti gli {\displaystyle n} da {\displaystyle 1} a {\displaystyle N}, si impongono le equazioni:
{\displaystyle {\frac {\partial }{\partial p_{n}}}\left(-\sum _{n=1}^{N}p_{n}\log _{2}p_{n}+\lambda \sum _{n=1}^{N}p_{n}-\lambda \right)=0.}
Procedendo con la derivazione si ottiene, oltre all'equazione del vincolo originario:
{\displaystyle -\left({\frac {1}{\ln 2}}+\log _{2}p_{n}\right)+\lambda =0\qquad \Longrightarrow \qquad p_{n}=2^{\lambda }/e.}
Questo dimostra che tutti i {\displaystyle p_{n}} sono uguali perché dipendono soltanto da un parametro comune. Introducendola nell'equazione vincolare, ossia imponendo
{\displaystyle \sum _{n=1}^{N}p_{n}=1,}
si ottiene:
{\displaystyle p_{n}={\frac {1}{N}}.}
Dunque, la distribuzione uniforme è la distribuzione di massima entropia per variabili aleatorie discrete.

## Economia
L'ottimizzazione vincolata gioca un ruolo centrale in economia. Per esempio il problema della scelta per un consumatore è rappresentato come quello che massimizza una funzione di utilità soggetta a un vincolo di bilancio. Il moltiplicatore di Lagrange ha un'interpretazione economica come prezzo ombra (shadow price) associato al vincolo, in questo caso l'utilità marginale del capitale..

## Vincoli monolateri
Se i vincoli che vengono presentati impongono disequazioni si procede come segue:
- In caso di massimizzazione porre il vincolo nella forma normale {\displaystyle g_{j}(\mathbf {x} )\leq 0.}
- In caso di minimizzazione porre il vincolo nella forma normale {\displaystyle g_{j}(\mathbf {x} )\geq 0.}
- Il sistema da risolvere si trasforma in

{\displaystyle {\begin{cases}\nabla _{\mathbf {x} }\Lambda =\mathbf {0} \\\nabla _{\mathbf {\lambda } }\Lambda =\mathbf {0} \\\lambda _{j}\geq 0.\end{cases}}}
- Si procede con il calcolo del carattere della matrice hessiana orlata.